# روبرت أندرسون (سياسي أمريكي)
روبرت أندرسون (بالإنجليزية: Robert Anderson)‏ هو سياسي أمريكي، ولد في 5 نوفمبر 1741 في مقاطعة أوغوستا في الولايات المتحدة، وتوفي في 9 يناير 1813 في مقاطعة أوكوني في الولايات المتحدة. انتخب عضو مجلس نواب كارولاينا الجنوبية.